# 大雄院 (桐生市)
大雄院（だいゆういん）は、群馬県桐生市にある曹洞宗の寺院。

## 歴史
1583年（天正11年）、藤生善久の開基である。善久は領主由良氏の家臣であり、日栄春朔を開山として招聘し、寺を創建した。
江戸時代に入り、少しずつ伽藍が整備されていった。群馬県の重要文化財に指定された「刺繍涅槃図」も1705年（宝永2年）に制作・奉納されたものである。
昭和後期、伽藍の増改築が行われた。特に檀家の毒島氏は、本堂以外の諸堂や境内の整備費を全て負担した。この功により、毒島氏に「中興開基」の称号が与えられている。当寺の寺格も上昇している。

## 文化財
- 刺繍涅槃図（群馬県指定重要文化財 昭和38年1月8日指定）[4]
- 大雄院山門（桐生市指定重要文化財 昭和41年2月9日指定）[5]

## 交通アクセス
- 新桐生駅より徒歩27分。